# Khloé & Lamar
Khloé & Lamar  es un reality show estadounidense que se estrenó en E! en los Estados Unidos y Canadá el 10 de abril de 2011. La serie es el tercer spin-off de la serie Keeping Up with the Kardashians y presenta a la estrella de reality Khloé Kardashian y su marido, el jugador de baloncesto Lamar Odom. La serie regresó para una segunda y última temporada el 19 de febrero de 2012.

## Elenco
- Khloé Kardashian
- Lamar Odom
- Rob Kardashian
- Malika Haqq

### Secundarios
- Jamie Sangouthai — Mejor amigo de Lamar. Vive en el loft al lado de Khloé y Lamar. Solía trabajar para la marca de Lamar, Rich Soil.
- Joseph "Joe" Odom — Padre de Lamar. Lamar ha tenido una relación distanciada con su padre pero después del estímulo de Khloé, se reconciliaron.
- Kourtney Kardashian — La hermana mayor de Khloé, miembro de la familia Kardashian.
- Kim Kardashian — Hermana de Khloé, modelo, estrella de reality y miembro de la familia Kardashian
- Kris Jenner — Madre de Khloé, mujer de negocios y productora de televisión

## Episodios
| Temporada | Temporada | Episodios | Estreno                 | Estreno               | Lanzamiento en DVD       | Lanzamiento en DVD |
| Temporada | Temporada | Episodios | Estreno de la temporada | Final de la temporada | Region 4                 |                    |
| --------- | --------- | --------- | ----------------------- | --------------------- | ------------------------ | ------------------ |
|           | 1         | 8         | 10 de abril de 2011     | 30 de mayo de 2011    | 21 de septiembre de 2012 |                    |
|           | 2         | 12        | 19 de febrero de 2012   | 13 de mayo de 2012    | 7 de noviembre de 2012   |                    |

### Temporada 1 (2011)
| Número | Título                     | Fecha de emisión    |
| --- | -------------------------- | ------------------- |
| 1 | «"The Father-In-Law"»      | 10 de abril de 2011 |
| En el estreno, Khloé empuja a Lamar a reconectar con su distanciado padre, y Lamar conoce que entró en el equipo NBA All-Star. Khloé descubre algo chocante. |                            |                     |
| 2 | «"Codependent No More"»    | 17 de abril de 2011 |
| Khloé tiene que resolver sus asuntos por sí misma cuando se trata de Jamie; Rob comienza a representar a BG5.                                                |                            |                     |
| 3 | «"Lamar is a Dirty Boy"»   | 24 de abril de 2011 |
| Khloé da a Lamar y a Rob de su propia medicina; Khloé mira sus inseguridades cuando es criticada por ganar peso.                                             |                            |                     |
| 4 | «"The Break-Up"»           | 1 de mayo de 2011   |
| Malika cree que se encuentra en la sombra de Khloé. Rob está celoso de la conexión entre Lamar y Jamie.                                                      |                            |                     |
| 5 | «"Unbreakable"»            | 8 de mayo de 2011   |
| La pareja discute crear una fragancia unisex. Malika reflexiona sobre su relación con Rob.                                                                   |                            |                     |
| 6 | «"The Return of Joe Odom"» | 15 de mayo de 2011  |
| Lamar intenta reconectar con su distanciado padre; la familia de Malika visita la casa Odom.                                                                 |                            |                     |
| 7 | «"Jamie 9-1-1"»            | 22 de mayo de 2011  |
| Lamar despide a Jamie de Rich Soil; Malika se pone celosa cuando Rob sale con otra chica.                                                                    |                            |                     |
| 8 | «"Baby Blues"»             | 30 de mayo de 2011  |
| Khloé acude al médico para ver por qué no concibe. Rob descubre que dejó a una chica embarazada.                                                             |                            |                     |

### Temporada 2 (2012)
| Número | Título                          | Fecha de emisión      |
| --- | ------------------------------- | --------------------- |
| 1 | «"A Fine Bromance"»             | 19 de febrero de 2012 |
| Rob finalmente se muda, pero esto causa más controversia entre él y Lamar. Mientras tanto, Khloé busca como darle vida a su vida amorosa con Lamar. |                                 |                       |
| 2 | «"Rock-a-Bye Lam Lam"»          | 20 de febrero de 2012 |
| Lamar tiene problemas para dormir y Khloé tiene que tomar medidas drásticas cuando su vida nocturna empieza a afectarla. Malika rompe sus propias reglas cuando empieza a salir con un hombre que se está divorciando y que además también tiene hijos. Ella más tarde comienza a sentirse culpable y se cuestiona su relación. |                                 |                       |
| 3 | «"Cuffed"»                      | 4 de marzo de 2012    |
| Lamar cree que Khloé le trata como a un bebé y se propone cambiar su comportamiento, Rob intenta labrarse su propia vida fuera de la sombra de sus hermanas. |                                 |                       |
| 4 | «"No Turkey for Khloé?"»        | 11 de marzo de 2012   |
| Lamar recibe una oferta para jugar a baloncesto en Turquía, pero Khloé no está segura de que sea una buena idea. Mientras tanto, Jamie intenta usar sus conexiones para conseguir un trabajo de actor. |                                 |                       |
| 5 | «"PTSD"»                        | 18 de marzo de 2012   |
| Lamar aprende más sobre sí mismo y sobre su padre cuando este le cuenta sobre su época en Vietnam. Mientras tanto, Malika quiere operarse el pecho, pero Khloé teme que ella lo quiera por una decisión errónea. |                                 |                       |
| 6 | «"The Trade"»                   | 1 de abril de 2012    |
| Khloé vuela a Nueva York para una aparición; Lamar conoce que ha sido vendido a los Lakers. |                                 |                       |
| 7 | «"Alone Star State of Mind"»    | 8 de abril de 2012    |
| Lamar se esfuerza por ajustarse a la vida en Dallas, y toma sus frustraciones con Khloé. |                                 |                       |
| 8 | «"Under Pressure"»              | 15 de abril de 2012   |
| El juego mental de Lamar está afectado cuando él se siente presionado para jugar bien en la cancha de baloncesto. Mientras tanto, Khloé lidia con la presión de ser siempre preguntada sobre cuando se va a quedar embarazada.                                                                                                  |                                 |                       |
| 9 | «"Lamar vs Lakers"»             | 22 de abril de 2012   |
| Lamar se enfrenta a su primer juego en Los Ángeles contra los Lakers después de unirse a los Mavericks, pero se sorprende al ver el apoyo que recibe de su familia y de su antiguo equipo. |                                 |                       |
| 10 | «"Family Reunion"»              | 29 de abril de 2012   |
| Rob viene a visitar a Khloé y Lamar a Dallas y decide quedarse más tiempo para apoyarles. Khloé se molesta cuando su madre, Kris Jenner, intenta hacerse amiga de Mark Cuban, propietario de los Mavericks de Dallas. |                                 |                       |
| 11 | «"Compulsive Behavior"»         | 6 de mayo de 2012     |
| El TOC de Rob se le va de las manos en Dallas después de su situación de vivienda en LA sea comprometida. Malika está celosa de la amistad de Khloé con la mujer del jugador de la NBA, Porschla Kidd. |                                 |                       |
| 12 | «"The Truth Will Set You Free"» | 13 de mayo de 2012    |
| Después de descubrir la aventura de su madre, Khloé teme no ser una verdadera Kardashian. |                                 |                       |

## Acogida
Riley Sky de Dropkick Divas Media dio a la serie 3 de 5 estrellas, diciendo "Khloé & Lamar es probablemente uno de mis reality shows favoritos. El programa muestra las luchas propias de cada persona junto a sus familias y sus relaciones. Un programa que finalmente presenta a Khloé y su querido marido Lamar".